# Szczurołaz
Szczurołaz (Myoictis) – rodzaj ssaków z podrodziny niełazów (Dasyurinae) w obrębie rodziny niełazowatych (Dasyuridae).

## Zasięg występowania
Rodzaj obejmuje gatunki występujące w Indonezji i Papui-Nowej Gwinei.

## Morfologia
Długość ciała samic 14–21,5 cm, samców 16,5–24 cm; masa ciała samic 61–200 g, samców 110–255 g.

## Systematyka
Rodzaj zdefiniował w 1858 roku angielski zoolog John Edward Gray w artykule poświęconym spisowi gatunków ssaków przysłanych z Wysp Aru przez A.R. Wallace’a do Muzeum Brytyjskiego, opublikowanym na łamach Proceedings of the Zoological Society of London. Jako gatunek typowy Gray wyznaczył (oznaczenie monotypowe) szczurołaza szczotkoogonowego (M. wallacii).

### Etymologia
Myoictis: gr. μυς mus, μυός muos ‘mysz’; ικτις iktis, ικτιδις iktidis ‘łasica’.

### Podział systematyczny
Do rodzaju należą następujące gatunki:
| Grafika | Gatunek           | Autor i rok opisu | Nazwa zwyczajowa            | Podgatunki | Rozmieszczenie geograficzne                                                                      | Podstawowe wymiary (DC – długość ciała; DO – długość ogona; MC – masa ciała) | Status IUCN |
| ------- | ----------------- | ----------------- | --------------------------- | ---------- | ------------------------------------------------------------------------------------------------ | ---------------------------------------------------------------------------- | ----------- |
|         | Myoictis melas    | (S. Müller, 1840) | szczurołaz spiczastoogonowy | monotypowy | lokalnie w zachodniej i północnej Nowej Gwinei oraz na wyspach Waigeo, Salawati, Batanta i Yapen | DC: 17,2–24 cm; DO: brak danych; MC: 172–255 g                               | LC          |
|         | Myoictis wallacii | J.E. Gray, 1858   | szczurołaz szczotkoogonowy  | monotypowy | Wyspy Aru i południowa Nowa Gwinea                                                               | DC: 17,6–22 cm; DO: brak danych; MC: 192–245 g                               | LC          |
|         | Myoictis wavicus  | Tate, 1947        | szczurołaz gładkoogonowy    | monotypowy | wschodnia Nowa Gwinea                                                                            | DC: 14–17,5 cm; DO: brak danych; MC: 61–134 g                                | DD          |
|         | Myoictis leucura  | Woolley, 2005     | szczurołaz białoogonowy     | monotypowy | środkowa i wschodnia Nowa Gwinea                                                                 | DC: 19,2–23 cm; DO: brak danych; MC: 200–230 g                               | DD          |

Kategorie IUCN:  LC  – gatunek najmniejszej troski,  DD  – gatunki o nieokreślonym stopniu zagrożenia.